# Apogon hungi
Apogon hungi is een straalvinnige vissensoort uit de familie van kardinaalbaarzen (Apogonidae). De wetenschappelijke naam van de soort is voor het eerst geldig gepubliceerd in 1965 door Fourmanoir & Do-Thi.